# 윤혜영 (가수)
윤혜영 (尹惠英, 1970년 - )은 조선민주주의인민공화국의 가수이다.
윤혜영은 보천보전자악단에서 활동하였으며, 저음으로 부르는 것이 특징이다.
한때, 대한민국으로 귀순한 김성민 대표가 '윤혜영이 김정일 위원장의 지시를 거부하고 자살했다'고 주장하였으나, 2010년 9월에 왕재산예술단에서 〈공격전이다〉라는 노래를 불려 자살했다는 것이 거짓임이 밝혀졌다.
대한민국에서는 길영조가 작사한 대중가요인 〈비행사의 노래〉로 알려졌다.

## 주요 노래
- 《공격전이다》
- 《비행사의 노래》
- 《포병의 노래》
- 《구름너머 그리운 장군별님께》
- 《별들이 속삭이네 하나 둘 셋》
- 《승리거리》